# Aachener Königsthron

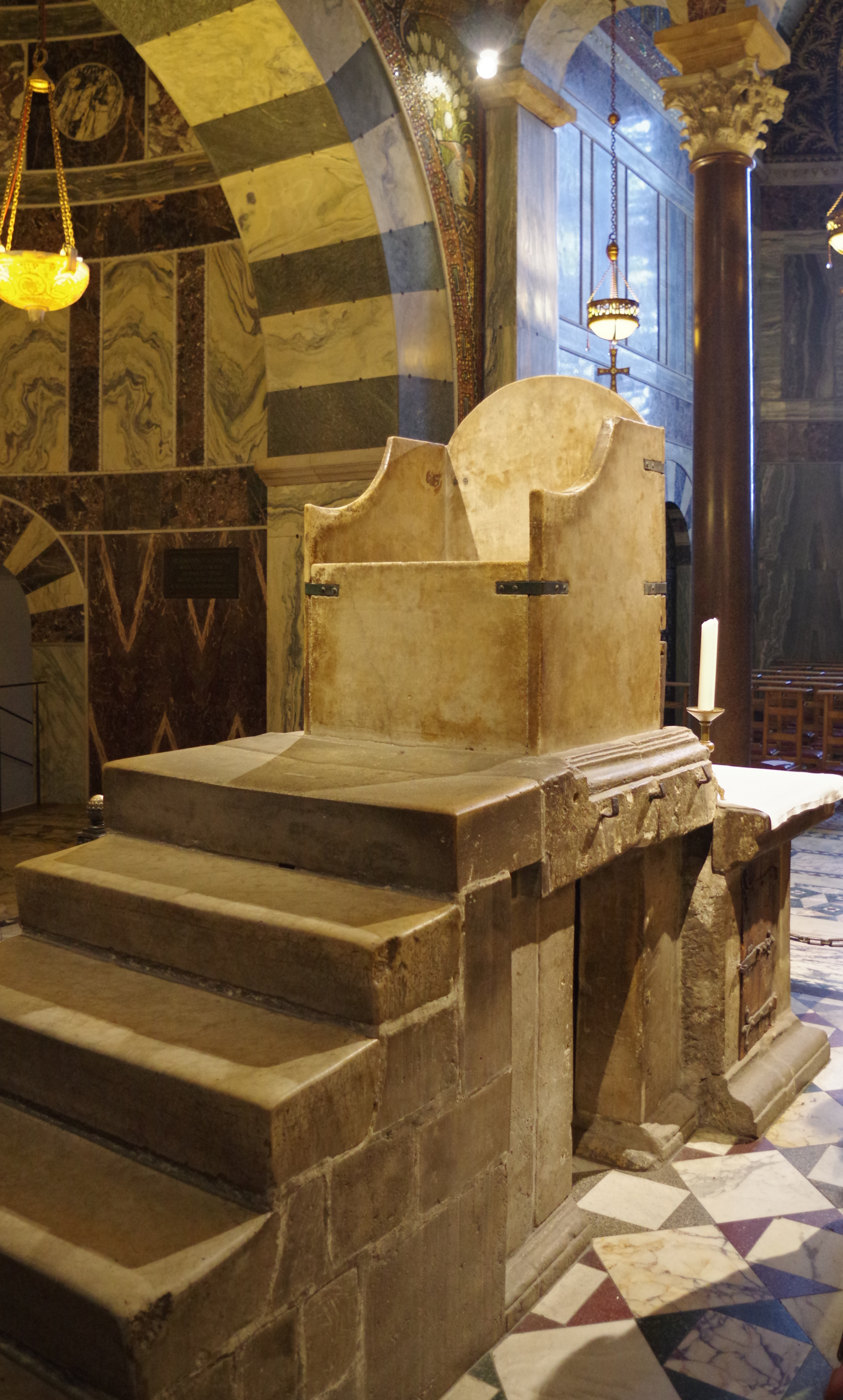
Der Königsthron im Aachener Dom

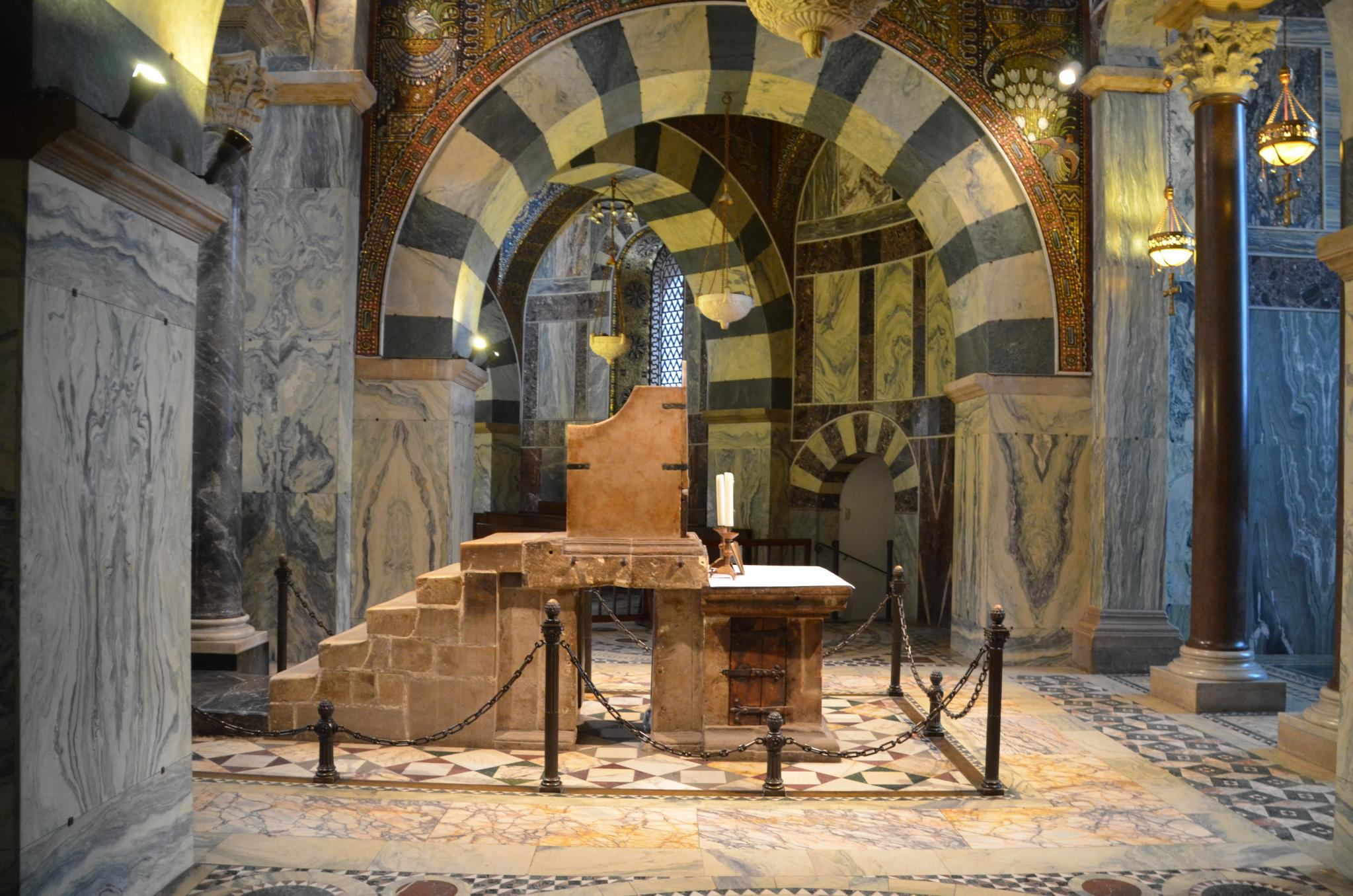
Seitenansicht des Thronsitzes

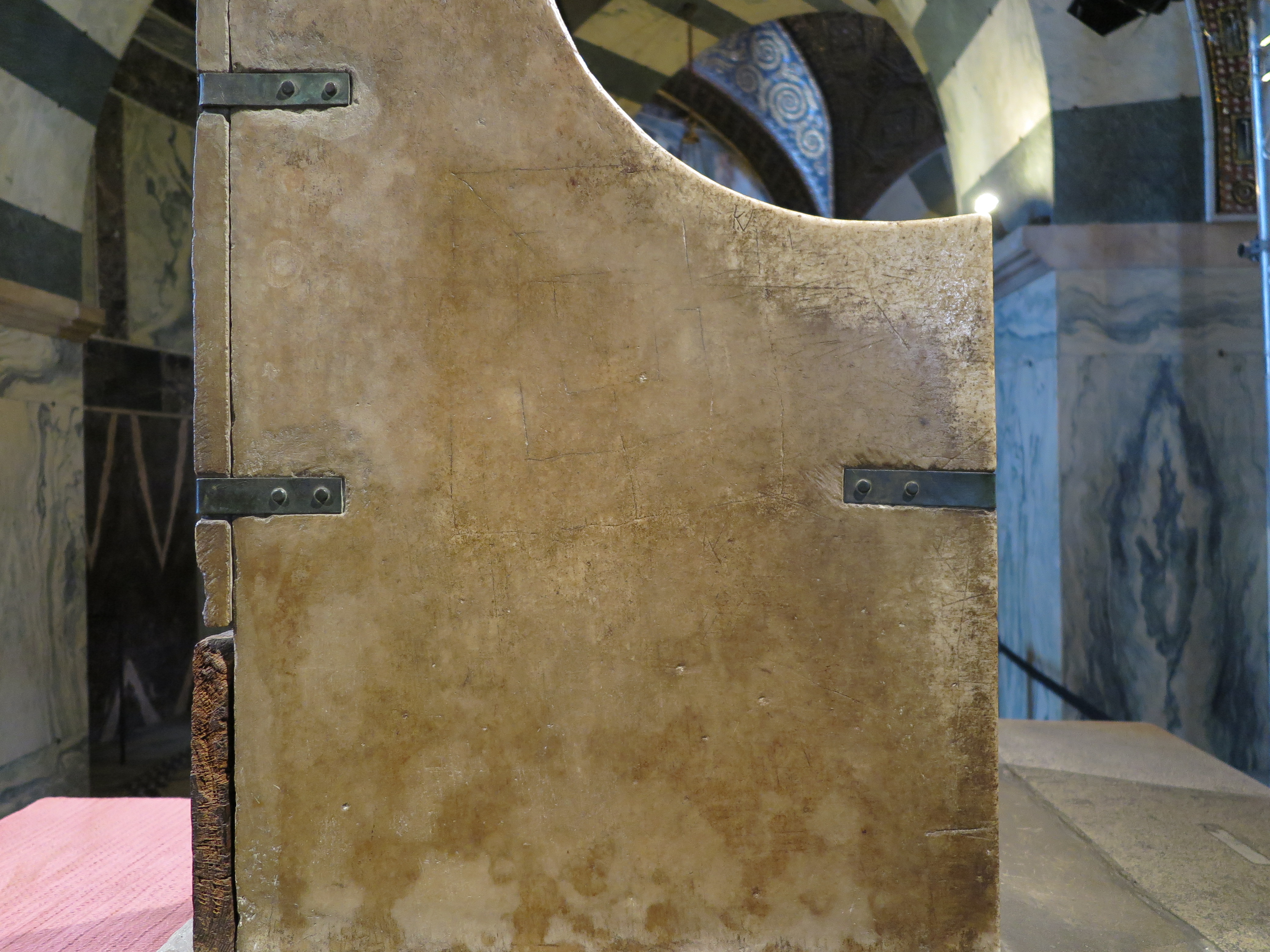
Eingeritztes Mühlespiel

Der Aachener Königsthron, auch Thron Karls des Großen oder Karlsthron genannt, ist ein in den 790er Jahren im Auftrag Kaiser Karls des Großen errichteter Thron, der zur Ausstattung seiner Pfalzkapelle, welche das Zentrum des heutigen Aachener Doms bildet, gehörte, wo er seit seiner Schaffung im Hochmünster aufgestellt ist.
Er diente von der Krönung Ludwigs des Frommen zum Vize-Kaiser im Jahr 813 an, sowie ab der Krönung Ottos des Großen zum römisch-deutschen König im Jahr 936 und bis zur Krönung Ferdinands I. im Jahr 1531 über 30 römisch-deutschen Königen als Krönungssitz. Daher wurde bereits im elften Jahrhundert vom Aachener Königsthron als dem totius regni archisolium, dem Erzstuhl des ganzen Reiches, gesprochen.
Karl der Große selbst wurde nicht in Aachen, sondern im Jahr 768 in Noyon zum König und im Jahr 800 in Rom zum Kaiser (Augustus) gekrönt. Jedoch hat er höchstwahrscheinlich auf diesem Thron den in der Pfalzkapelle gehaltenen Messen beigewohnt.

## Gestaltung
Der Königsthron ist überaus schlicht und einfach gestaltet, Verzierungen fehlen gänzlich. Zu dem auf einem Unterbau errichteten Sitz führen sechs Stufen. Der Stuhl selbst besteht aus vier mit bronzenen Klammern zusammengehaltenen parischen Marmorplatten die nach den neueren Untersuchungen, ebenso wie die Stufen, um 800 der Grabeskirche in Jerusalem entnommen wurden. Eine andere (unbelegte) Interpretation verweist auf die Palasttreppe des Pilatus, über die Jesus nach seiner Geißelung hinaufgeschritten ist. Auf einer der beiden seitlichen Platten finden sich feine, eingeritzte Linien, die wohl als Spielfeld für ein antikes Mühlespiel dienten. Die Rückplatte zeigt gar eine frühe Darstellung der Kreuzigungsszene. Aus der Oberflächenbehandlung und den aus verschiedenen Epochen stammenden Einritzungen heidnischer wie christlicher Art kann darauf geschlossen werden, dass die Platten mindestens zum dritten Mal verbaut wurden.
Die hölzerne Innenkonstruktion, die sich heute im Rheinischen Landesmuseum Bonn befindet, diente als Unterkonstruktion der heute verlorenen Sitzplatte aus Marmor. Darunter befand sich ein Fach, in dem, wie neuere Forschungen zeigen, das Krönungsreliquiar oder Teile davon, insbesondere aber die Stephansbursa, aufbewahrt wurden. Eine Radiokohlenstoffdatierung ergab, dass die Eichenholzplatte in die karolingische Zeit, um 800 zu datieren ist.
Der Thron ruht auf vier steinernen Pfeilern. Das ermöglichte den Besuchern der Marienkirche in späterer Zeit, unter dem Thron hindurchzukriechen, was einerseits eine Demutshaltung gegenüber dem neu geweihten Herrscher und andererseits eine Reliquienverehrung darstellt, da mit den konstitutiven Marmorplatten Christus in Beziehung gesetzt wird (siehe unter Symbolik). Die poliert wirkenden Innenflächen der vier Tragpfeiler zeugen davon, dass im Laufe der Jahrhunderte unzählige Besucher diesen Gang absolviert haben müssen.
Im Rücken des Thrones befindet sich der aus Teilen eines karolingischen Altars zusammengefügte und 1305 geweihte Nikasiusaltar.
Der Thronsitz hat alle Umbauten und Zerstörungen in der Kapelle durch die Jahrhunderte hindurch überstanden. Allerdings wurde er im Zuge der vom Domkapitel veranlassten Maßnahmen zum Schutz der kostbaren Ausstattung von Dom und Domschatz vor Kriegsschäden durch Bomben und Löschwasser im Zweiten Weltkrieg mit teerhaltiger Pappe verhüllt, mit Sand aufgefüllt und eingemauert. Durch die Teerpappe sind die heute sichtbaren schmutzig gelben Verfärbungen entstanden, auf deren Entfernung man zugunsten einer Erhaltung der antiken Graffiti verzichtet hat.
Im Durchgang unterhalb des Karlsthrons sowie in unmittelbarer Nähe desselben finden sich Originalstücke des karolingischen Fußbodenbelags. Die hierfür ausgewählten kostbaren Steinsorten stammen aus antiken Überresten und sind nach dem Vorbild italienischer Repräsentationsbauten verlegt worden. Im Einzelnen setzt sich der ursprüngliche Bodenbelag aus weißem Marmor, spinatgrünem antikem Porphyr und rotem Porphyr aus Ägypten zusammen. Das Material stammt evtl. aus dem Palast Theoderichs des Großen in Ravenna, wo sehr ähnliche Fußböden nachgewiesen sind.

Aachener Königsthron
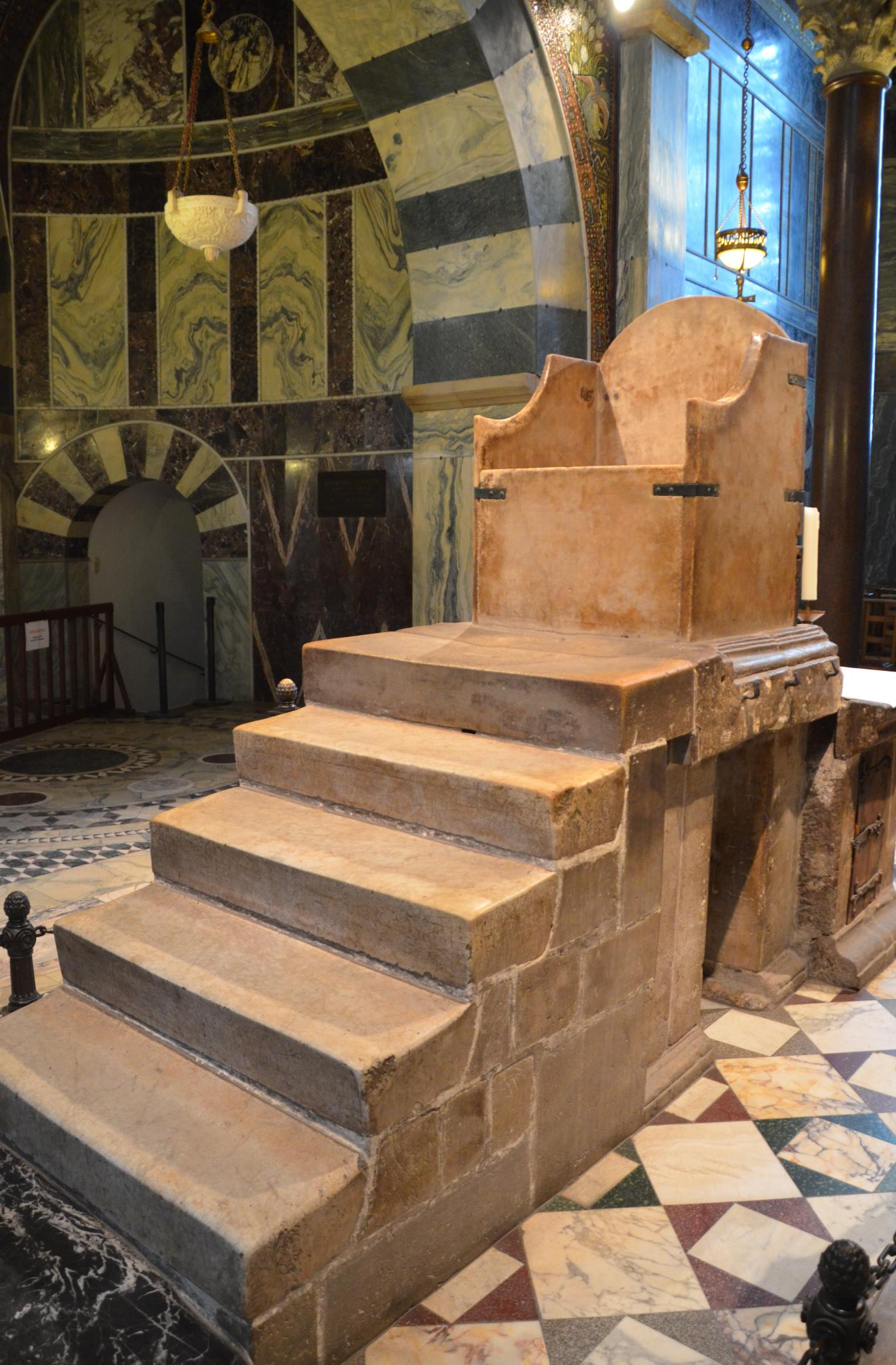
Frontseite
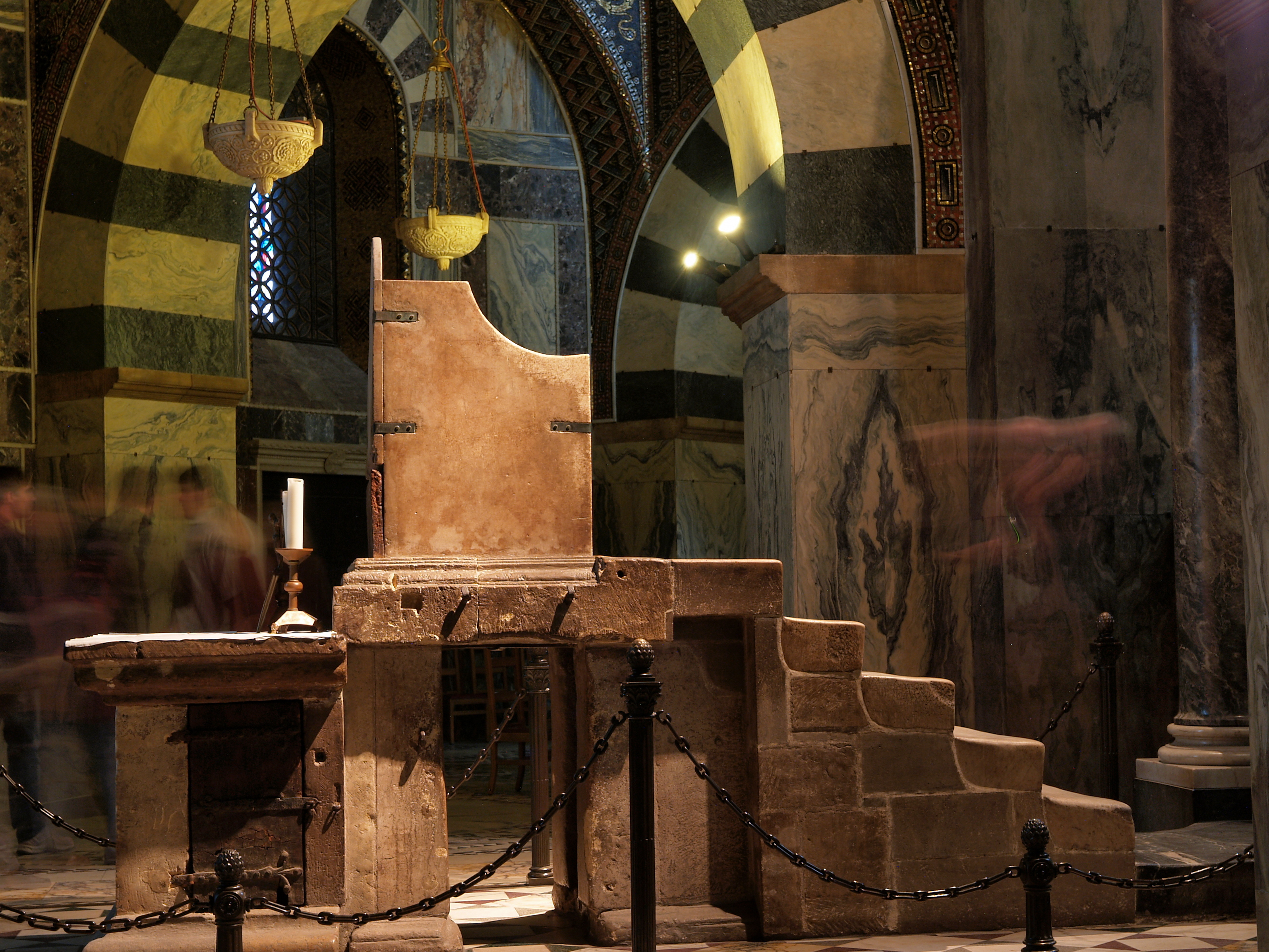
Rechte Seite
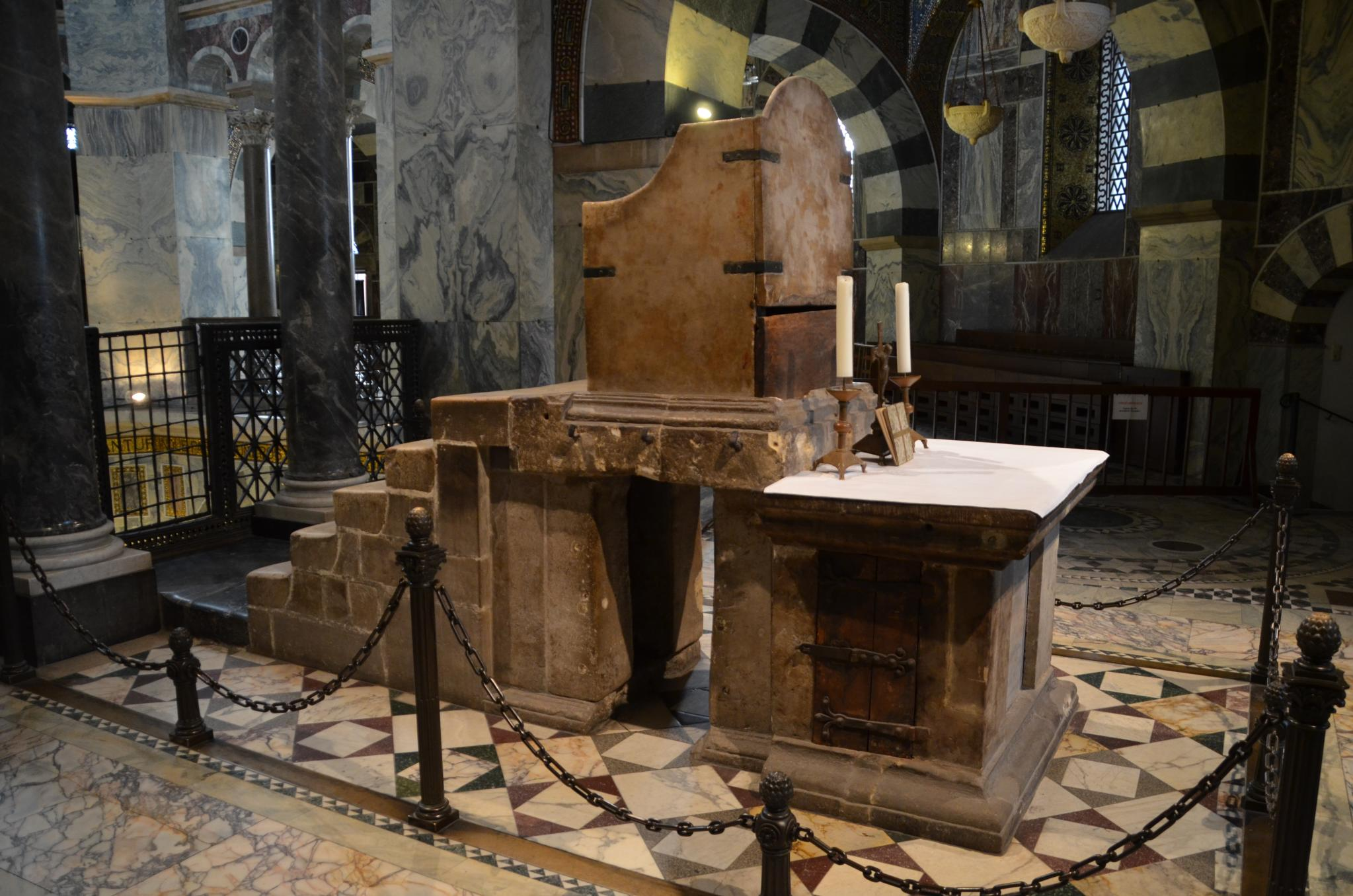
Linke Seite
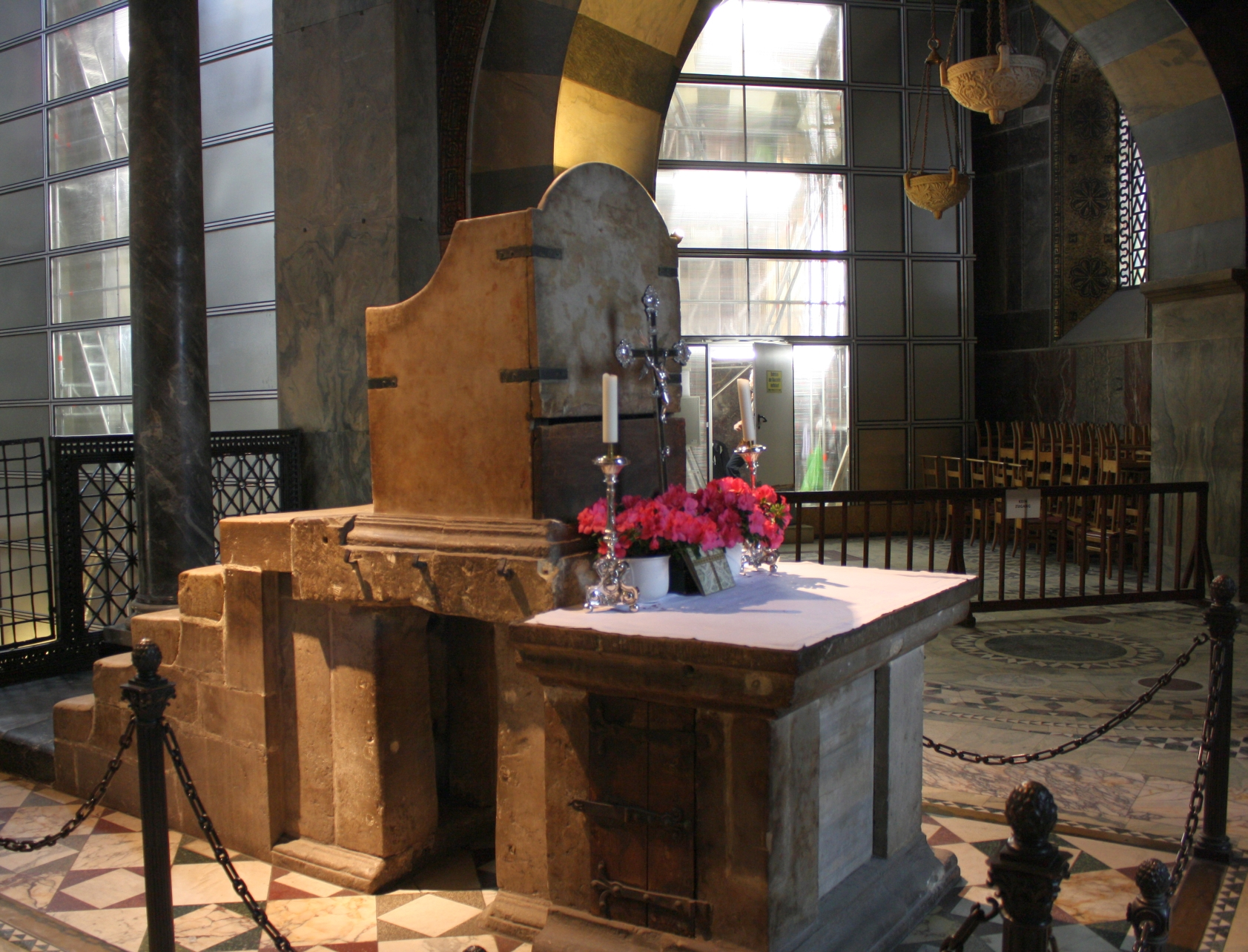
Rückseite
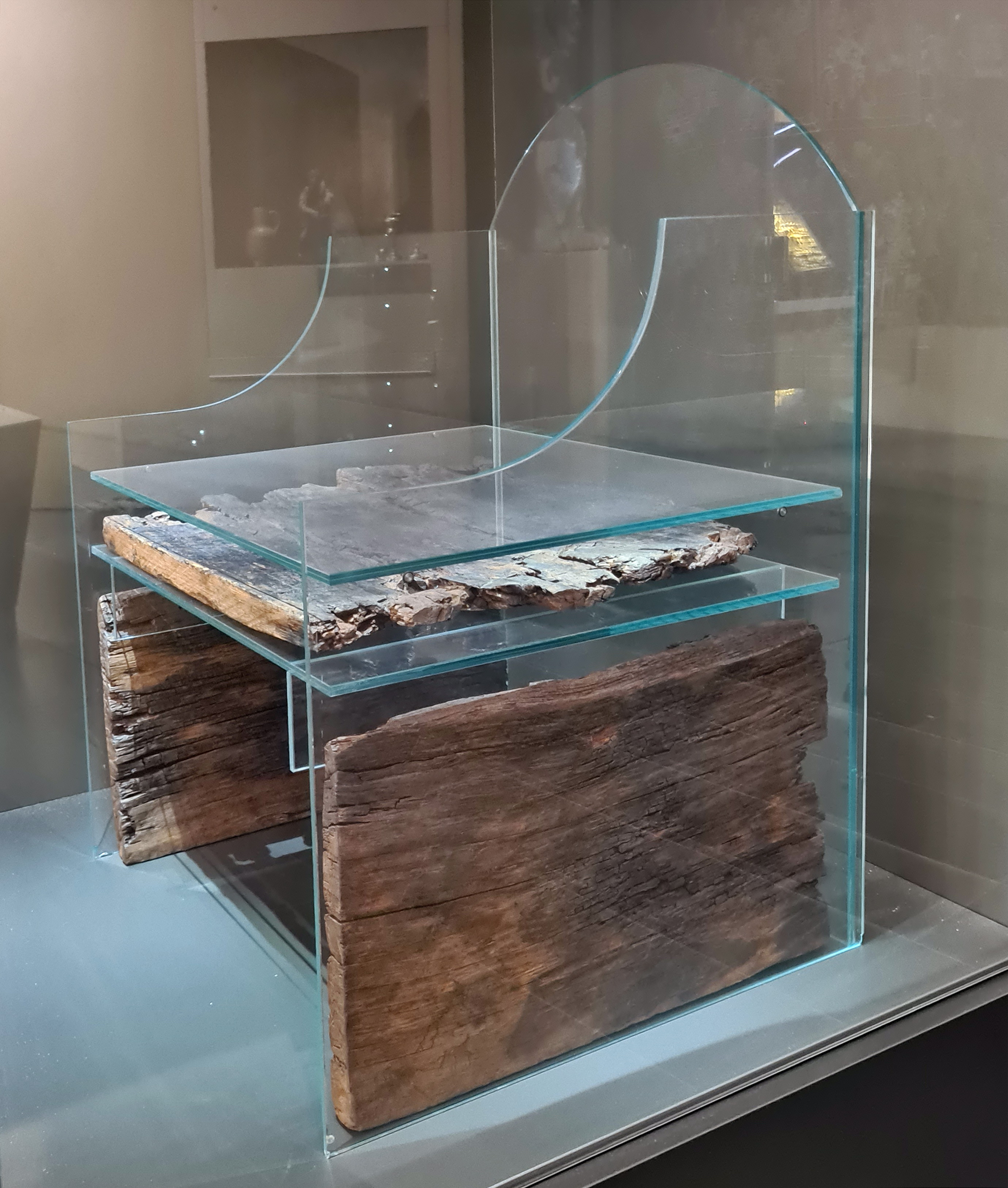
Ausstellungs-Modell im Centre Charlemagne

## Symbolik
Der Thron, dessen Bezüge ihn als herausragendes Dokument der karolingischen Renaissance qualifizieren, befindet sich in der Westempore des oberen Umgangs, Hochmünster genannt, des karolingischen Oktogons.
Die Platzierung des Thrones steht in einem engen baulichen Kontext zur Pfalzkapelle, deren Proportionsverhältnisse in Zahlen ausgedrückt ein symbolisches Abbild des Himmlischen Jerusalem darstellen sollen. Dem wohl nach biblischem Vorbild des Thrones Salomos gestalteten Herrschersitz wurde, auch durch die Anordnung auf einer Galerie, die den Herrscher in eine gesonderte Sphäre rückte, der höchste Platz zugewiesen. Diese unmissverständliche Symbolkraft steht für den Anspruch auf die weltliche und geistliche Herrschaft über das Reich und die Mittlerfunktion zwischen Himmel und Erde. Dabei könnte die Zahl der Stufen von symbolischer Relevanz sein, denn nach 1 Kön 10,19  hatte auch Salomos Thron sechs Stufen und stand in einer Halle, dem Tempel mit seinem kubischen Allerheiligsten gegenüber (1 Kön 7,6f. ). Eine bewusste Anlehnung an das salomonische Vorbild würde zu Karls bedingungslosem, universalem Herrschaftsanspruch und Sendungsbewusstsein als Regent eines christlichen Weltreiches über ein neues auserwähltes Gottesvolk und damit gleichsam seine Rolle als neuer Salomo passen. Diese Deutung verstärkt sich durch Karls nachgewiesene Bewunderung für den ebenso ruhmreichen Vater und Vorgänger Salomos, König David, dessen Rolle als Statthalter Gottes auf Erden Karl von jeher gleichzukommen strebte. Im Jahre 801 heißt es gar: „Wir gaben Karl bei Hofe den Namen ,David‘.“ Unterstrichen wird diese Botschaft durch die Verwendung von Marmor aus dem Heiligen Land, der als Spolie aus der Jerusalemer Grabeskirche auf Christus und somit auf den Gedanken des Gottesgnadentums verweist. Nach mittelalterlicher Vorstellung sind die marmornen Platten durch die Berührung Christi zu einer Herrenreliquie geweiht geworden. Aus Achtung hiervor hat man wohl die unregelmäßige Plattenstärke wie auch die unschöne Oberflächenstruktur in Kauf genommen.
Der Kaiserthron ist in den westlichen Teil der geosteten Kapelle gestellt. Der Blick des thronenden Herrschers fällt somit nach Osten in der Erwartung, dass aus dieser Himmelsrichtung der Jüngste Tag anbrechen wird und sich damit das Ende aller weltlichen Herrschaft vollzieht (vgl. Ad orientem).
Die vier Säulen auf steinernem Podest und die vier Platten, aus denen der Thron besteht, repräsentieren die vom Weltenherrscher regierte Erde mit ihren nach antiker Vorstellung vier Elementen Feuer, Wasser, Luft und Erde, den vier Jahreszeiten und vier Himmelsrichtungen. Auch kann hierin ein Bezug zu den vier Paradiesflüssen gesehen werden, die der Erde die Fruchtbarkeit bringen.
Höchstwahrscheinlich hat in dem Raum hinter dem Karlsthron ein dem hl. Michael geweihter Altar gestanden. Demnach durfte der Gekrönte auf dem Königsstuhl Platz nehmend darauf vertrauen, dass ihm der Erzengel wortwörtlich „den Rücken stärkte“.